# Chiesa di San Rocco (Olmo al Brembo)
La chiesa di San Rocco è un luogo di culto cattolico di Olmo al Brembo in provincia e diocesi di Bergamo, e fa parte del vicariato di Branzi-Santa Brigida-San Martino oltre la Goggia.

## Storia
La costruzione della piccola chiesa risale al XVI secolo posta sull'antica strada carrabile che portava ad Averara. La chiesa fu sicuramente ampliata dopo il 1630 quale ringraziamento al santo protettore degli appestati per aver salvato la popolazione durante la peste manzoniana. La prima indicazione del piccolo edificio di culto risale al 1587 quando viene menzionata negli atti di una visita pastorale e indicata come cappella od oratorio, il documento indica che la sola chiesa sul territorio si trovava a Malpaso. Il 3 ottobre del 1630 è la stesura di un atto notarile nel luogo denominato chiesuola di S. Rocco, di nuova costruzione, la datazione era inoltre indicata sul fronte principale dell'edificio ANNIS QUIBUS VIDIMUS MALA SANCTO ROCHO DICAVIMUS ANNO MDCXXX.
La piccola chiesa aveva il giuspatronato della famiglia di Giovanni Domenico Lazzarini, e negli atti della visita pastorale del vescovo Giovanni Ruzzini risulta che la chiesa era chiusa solo da una cancellata in ferro diventando luogo di ricovero per gli animali, gli uccellini vi facevano il nido, e anche la pavimentazione era in disordine, ne fu ordinata la chiusura anche con tavole di legno: 
(Sito delle chiese italiane)
L'ordine non fu esaudito e la scadenza ulteriormente prorogata. Il vescovo Pietro Priuli nel 1712 ne minacciò la chiusura. Fu quindi ricostruita a e trasformata in chiesa con la chiusura del fronte. L'edificio fu oggetto di un primo restauro nel 1929 con la posa dei gradini e dei contorni degli ingressi a opera di Guido Calegari. Don Gusmini progettò un nuovo restauro nel 1974 con il restauro della pala d'altare a opera di Ezio Bartoli. Nel XXI secolo furono eseguiti ulteriori lavori di ammodernamento e mantenimento.

## Descrizione

### Esterno
La chiesa è posta nella parte centrale dell'abitato dove vi era l'antica strada carrabile, ed è anticipata dal sagrato con pavimentazione in lastre di pietra. Il fronte principale facciata a salienti a salienti ospita nella parte centrale l'ingresso principale rialzato da quattro gradini e con contorno in pietra sagomata con due mensole che reggono il timpano triangolare. Le due finestre laterali con contorno in pietra artificiale a hanno forma di conchiglia e volute e sono chiuse dalla cancellata. Nella parte superiore vi è un'ulteriore apertura sempre a forma di conchiglia atta a illuminare l'aula. La facciata è decorata da tre finte nicchie di cui la terza con il timpano superiore difficilmente identificabili.

### Interno
L'interno a unica navata con volta a botte diviso da lesene in due campate complete di semplici capitelli che reggono il cornicione che percorre tutta l'aula. Le campate sono intonacate e prive di decori. La zona presbiteriale rialzata da due gradini presenta l'altare comunitario che ha sostituito quello più antico. Di particolare interesse è la pala d'altare inserita in un'ancona lignea dorata completa di due semicolonne che reggono il fregio con testine d'angelo e il timpano spezzato. Il dipinto raffigura Madonna con Bambino dormiente e santi Rocco e Sebastiano. L'opera precedente il 1630 sarebbe stata realizzata da Fabio fu Pietro Ronzelli, morto proprio per la peste del 1630.